# Turhan Alper Turgut
Turhan Alper Turgut (* 1. Januar 1995 in Adana) ist ein türkischer Fußballspieler, der derzeit für Ayvalıkgücü spielt.

## Karriere

### Verein
Turhan Alper Turgut begann mit dem Vereinsfußball in der Jugend von Kuzey Adanaspor und spielte anschließend für die Jugendmannschaft Adanaspor. Im Sommer 2011 erhielt er hier einen Profivertrag, war aber weiterhin überwiegend für die Reservemannschaft tätig. Er wurde aber am Training der Profis beteiligt und debütierte am letzten Spieltag der Saison 2011/12 für die Profimannschaft. Hier erreichte man zum Saisonende den Einzug bis ins Playoff-Finale der TFF 1. Lig. Im Finale unterlag man in der Verlängerung Kasımpaşa Istanbul 2:3 und verpasste somit den Aufstieg in die Süper Lig erst in der letzten Begegnung. Am 28. August 2012 verließ er Adanaspor und wechselte auf Leihbasis zum Belediye Vanspor. Nachdem er nur zu einem Liga Einsatz und im einen Pokalspiel zum Einsatz kam, kehrte er am 2. Januar 2013 zu Adanaspor zurück.
Für die Saison 2014/15 lieh ihn sein Verein an Ayvalıkgücü aus.

### Nationalmannschaft
Turgut fing früh an für die türkischen Jugendnationalmannschaften zu spielen. Ab der U-15 durchlief er noch die türkische U-16- und U-17-Jugendmannschaften.